# Nouri Bouzid
Nouri Bouzid (in arabo نوري بوزيد‎?) (Sfax, 1945) è un regista e sceneggiatore tunisino.
Due dei suoi film (L'uomo di cenere e Making Off) hanno ottenuto il premio Tanit d'oro alle Giornate cinematografiche di Cartagine.

## Biografia
Dopo un'infanzia trascorsa in Tunisia, nel 1968 emigra in Belgio dove studia cinema fino al 1972. Tornato in patria, passa cinque anni in prigione per le sue convinzioni politiche. Questa esperienza verrà rievocata nei suoi film attraverso scene violente, alcune delle quali rappresentano un carcerato selvaggiamente picchiato e umiliato. Nel 1986 il suo primo film, L'uomo di cenere, viene selezionato al Festival di Cannes e vince il primo premio al festival cinematografico di Cartagine.
I film di Nouri Bouzid trattano problematiche radicate nella cultura della moderna Tunisia: ognuno di essi, infatti, riguardando un argomento di volta in volta diverso che viene affrontato nella sua interezza e nella maniera più cruda e realistica, offre uno spaccato della società tunisina che, film dopo film, prende sempre più corpo fino a diventare un qualcosa di concreto vicino allo spettatore, simbolo della voglia di modernizzazione e di liberalizzazione che si scontra con le ingiustizie e i pregiudizi del modo di pensare comune tradizionale.

## Filmografia

### Regista e sceneggiatore
- L'uomo di cenere (Rīḥ as-sadd) (1986)
- Gli zoccoli d'oro (Ṣafāʾiḥ min dhahab) (1989)
- Sherazade ha tenuto il silenzio sul proibito, episodio de La guerra del Golfo... e dopo! (Ḥarb al-khalīj wa-baʿda?) (1991)
- Bezness (1992)
- Bent familia (1997)
- ʿArāʾis aṭ-ṭīni (2002)
- Making Off (ʾĀkhir fīlm) (2006)
- Millefeuille (2012)
- Les Épouvantails (2019)

### Solo sceneggiatore
- ʿUṣfūr al-saṭḥ, regia di Férid Boughedir (1990)
- Ṣamt al-quṣūr, regia di Moufida Tlatli (1994)
- Ṣayf fī Ḥalq al-Wādī, regia di Férid Boughedir (1996)
- Mawsim al-rijāl, regia di Moufida Tlatli (2000)

### Attore
- Un bambino di nome Gesù – miniserie TV, 2 puntate (1989)